# ヒョンデ・ネッソ
ネッソ（NEXO、넥쏘）は、韓国のヒョンデ自動車が製造・販売しているSUVタイプの燃料電池自動車（FCV）である。

## 概要
2018年1月、コンシューマー・エレクトロニクス・ショーにおいて世界初公開し、同年3月、韓国で販売開始した。
特徴として、モーターの最大出力は163hp、水素の注入時間が5分、595kmの航続距離である。また、専用のプラットフォームを採用している。
2021年、走行中に異音がして加速ができなくなる問題が生じることを認めてリコールを開始した。

## 日本市場での展開
2022年2月8日、ヒョンデ自動車は日本再進出を発表し、当面の取り扱い車種としてネッソとアイオニック5が選ばれた。日本国内では専売店を持たずにネット販売の形式でのデリバリーとなる。

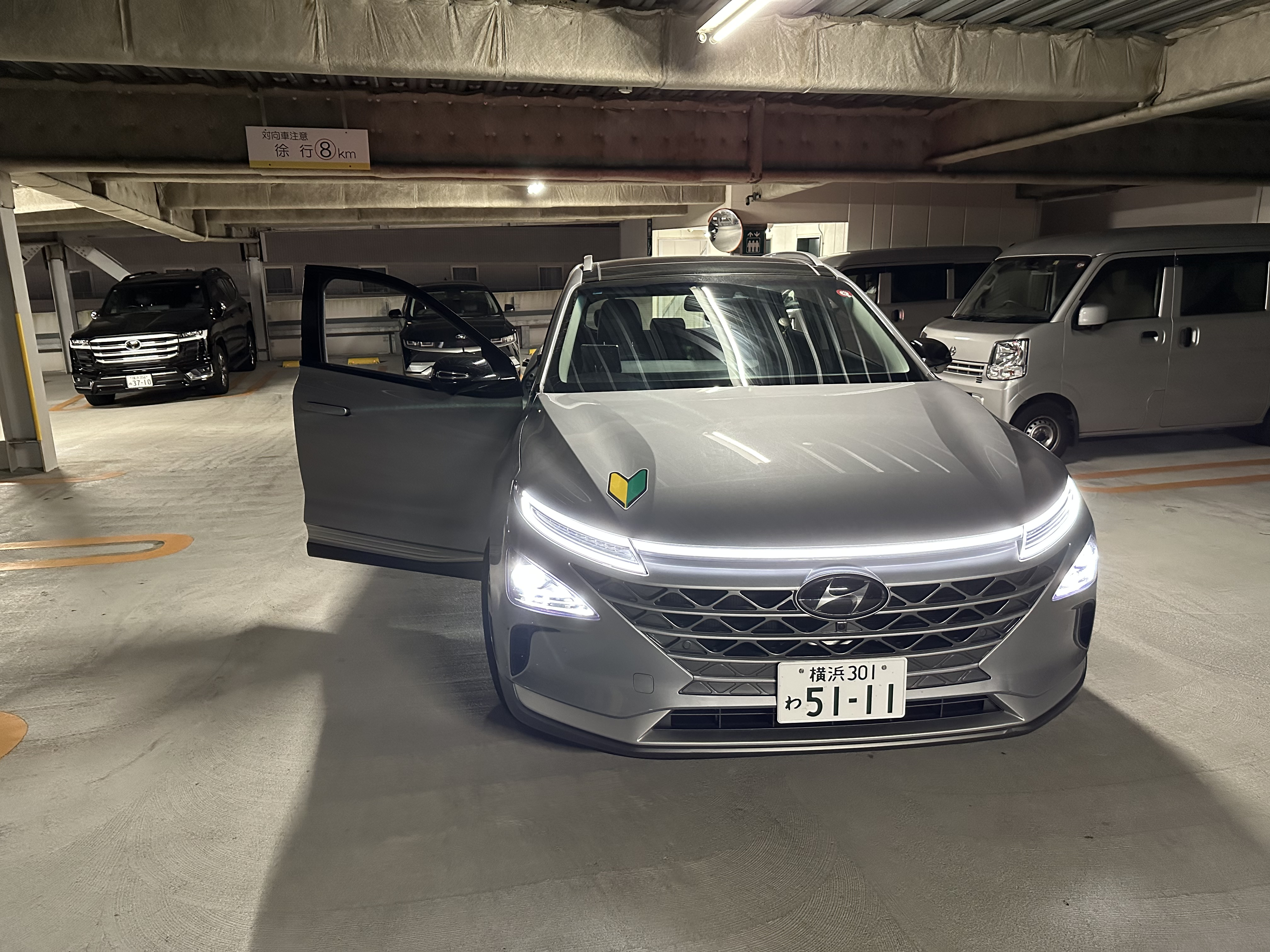
日本仕様 フロント

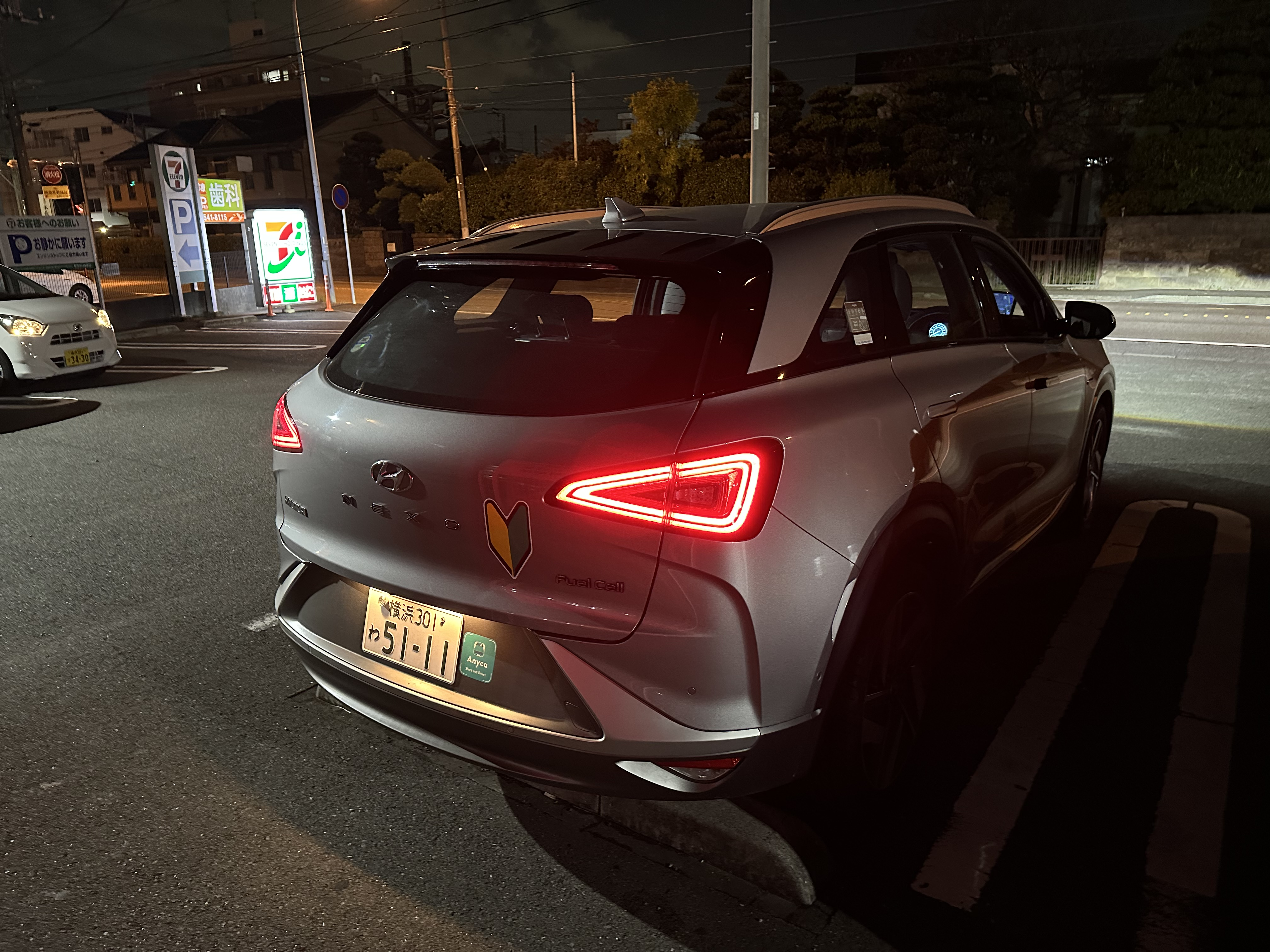
日本仕様 リア

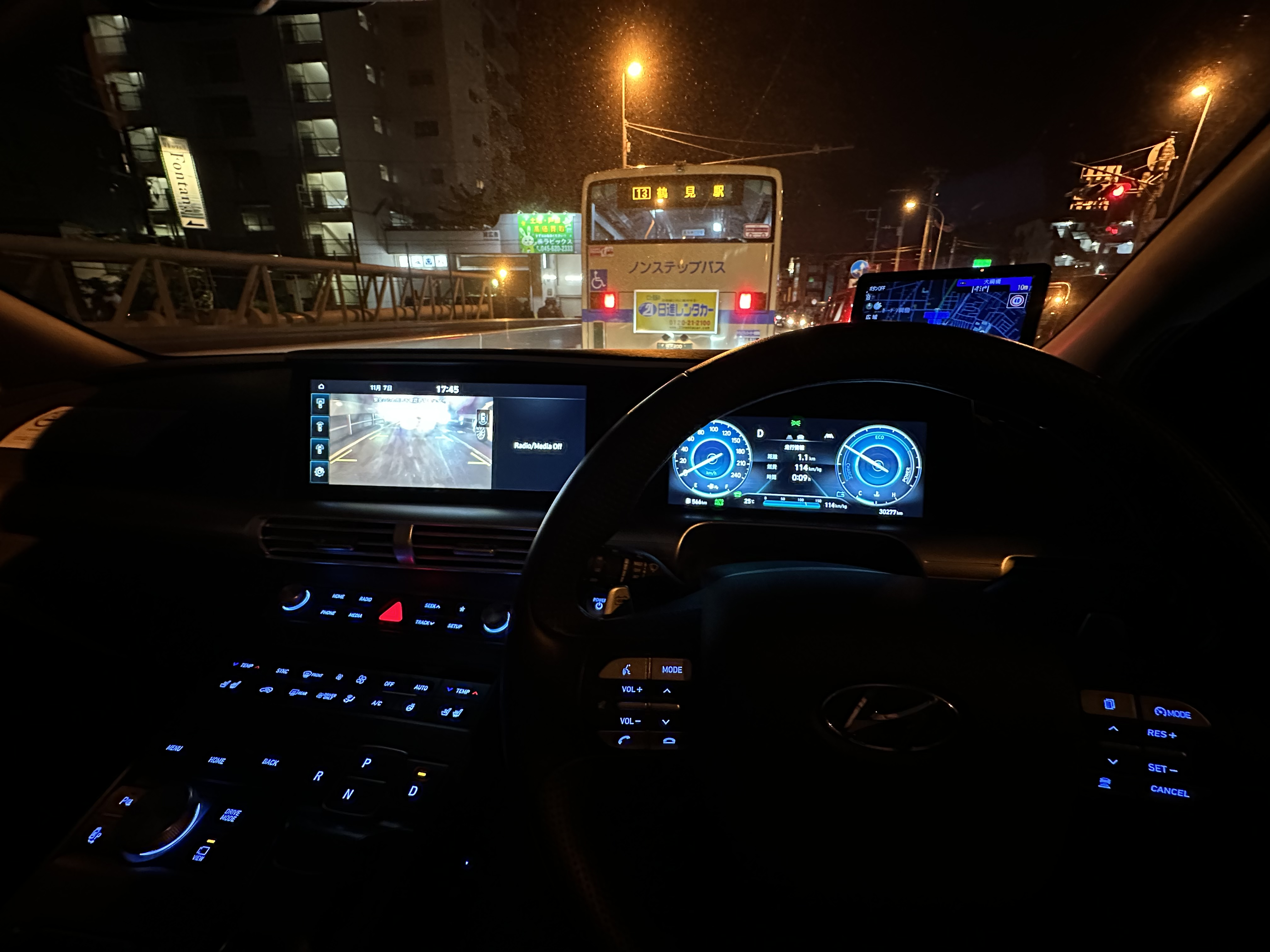
日本仕様 運転席